# Бакли, Эмерсон
Эмерсон Бакли (англ. Emerson Buckley; 14 апреля 1916 — 17 ноября 1989) — американский композитор и дирижёр. Муж певицы Мэри Хендерсон, отец дирижёра Ричарда Бакли.
Окончил Колумбийский университет (1936) и уже в следующем году возглавил свой первый оркестр (в одном из нью-йоркских оперных театров). В 1943—1945 гг. главный дирижёр оперной труппы Сан-Карло. Затем возглавлял Симфонический оркестр радио WOR в Нью-Йорке, преподавал в Манхэттенской школе музыки. В 1950—1973 гг. музыкальный руководитель оперного театра в Майами, руководил также различными оркестрами Флориды, в том числе Форт-Лодердейлским симфоническим оркестром и, в 1985—1986 гг., созданным на его основе Филармоническим оркестром Флориды. В 1965 г. в Италии услышал молодого малоизвестного певца Лучано Паваротти и предложил ему первый американский контракт; в дальнейшем благодарный Паваротти часто приглашал Бакли дирижировать оркестром в ходе его заграничных турне.
Как оперный дирижёр Бакли был известен своей готовностью ставить и пропагандировать современные американские оперы. Им, в частности, были осуществлены премьерные постановки опер Дугласа Мура «Баллада о малышке Доу» (1956) и Ричарда Уорда «Суровое испытание» (1961, по одноимённой пьесе Артура Миллера).
В 1964 г. удостоен Премии Дитсона за вклад дирижёра в американскую музыкальную жизнь.